# NGC 3918
NGC 3918 ist ein heller planetarischer Nebel im Sternbild Zentaur. Seine Entfernung beträgt etwa 14.900 Lichtjahre und er ist der Hellste der südlichen planetarischen Nebel. NGC 3918 wurde im April 1834 von John Herschel entdeckt.
Man kann den Nebel bereits mit einem kleinen Teleskop am Himmel finden. Seine leicht ovale Gestalt erstreckt sich über acht bis zehn Bogenminuten.

## Fluoreszenz
Charakteristisch für NGC 3918 ist seine strahlende blaue Farbe. Im Zentrum des Objekts befindet sich ein Weißer Zwerg. Er ist der Überrest eines Roten Riesen und wird vom Nebel verschleiert. Dieser Kern emittiert eine intensive ultraviolette Strahlung, die das umgebende Nebelgas zum fluoreszieren bringt.

## Dynamik
Spektroskopische Daten zeigen, dass sich das Objekt mit etwa 17 Kilometern pro Sekunde auf uns zubewegt. Der Nebel selbst (seine äußersten Gasschichten) dehnt sich mit einer Geschwindigkeit von 97 Kilometern pro Sekunde aus.
Ein Roter Riesenstern stößt in seiner Endphase große Mengen an Gas ab. Das führt zur Bildung solcher planetaren Nebel. NGC 3918 zeigt eine hell leuchtende innere Gasschale und weiter außen eine zweite diffusere Gashülle. Das vermittelt den Eindruck, als stammten diese beiden Schichten von zwei separaten Ausstößen. Studien zufolge stammen aber beide Schichten von ein und demselben Ausbruch. Allerdings blies der ursprüngliche Rote Riesenstern seine verschiedenen Gasschichten mit zwei unterschiedlichen Geschwindigkeiten von sich weg.
Die Lebensspanne eines solchen Objektes beträgt einige zehntausend Jahre. Nebel wie NGC 3918 existieren nur für relativ kurze Zeit, da sie durch die hohe Ausbreitungsgeschwindigkeit des Nebelgases schnell verblassen.